# Думбревень (Ілфов)
Думбревень, Думбревені (рум. Dumbrăveni) — село у повіті Ілфов в Румунії. Входить до складу комуни Балотешть.
Село розташоване на відстані 20 км на північ від Бухареста, 121 км на південь від Брашова.

## Населення
За даними перепису населення 2002 року у селі проживали 304 особи. Усі жителі села рідною мовою назвали румунську.
Національний склад населення села:
| Національність | Кількість осіб | Відсоток |
| -------------- | -------------- | -------- |
| румуни         | 286            | 94,1%    |
| цигани         | 18             | 5,9%     |